# Исторически земи на Швеция
Исторически в Швеция са се обособили четири региона – земи на Швеция: Свеаланд, Йоталанд, Йостерланд и Норланд.
- Свеаланд (шв. Svealand, земя на свеите) е централната част, изконната земя на племето свеи и изходна точка на тяхната експанзия.
- Йоталанд (шв. Gotaland, земя на готите) е предполагаемата родина на готите и включва южните части на днешна Швеция.
- Йостерланд (шв. Österland, източна земя) е име за териториите отвъд Ботническия залив и е бившето име на Финландия, но в него влизат само южните и централни части на днешната държава.
- Норланд (шв. Norrland, северна земя) обхваща териториите на север от Свеаланд и Йостерланд на двата бряга на Ботническия залив.

## История
Йоталанд и Свеаланд от праисторически времена са били известни във фолклора и откъслечни чужди източници като враждуващи народи преди да бъдат обединени от кралете на свеите. Йостерланд се предполага, че е имала свои владетели по него време, базирайки се на други източници. През XI и XII век понякога Йоталанд и Свеаланд са подкрепяли различни враждуващи страни, продължавайки старата вражда, преди окончателно да бъдат обединени под единна власт като Швеция.
С течение на времето земите са се разширявали и са обхващали нови територии, напр. с договора от Роскиле Сконеланд е присъединена към Йоталанд.
След Финската война (1808-1809) източната част (включваща Йостерланд и части от Норланд) е отстъпена на Русия, създавайки Великото Финландско княжество (Велѝкое кня̀жество Финля̀ндское) като част от Руската империя. Остатъкът от Норланд продължава да съставлява повече от половината площ на съвременна Швеция, въпреки слабата си заселеност.

## Съвременна употреба
Въпреки че имената обозначават чисто исторически региони, те частично продължават да се използват и в съвремието за неформално обозначаване северните (Норланд), централните (Свеаланд) и южните (Йоталанд) части на страната, напр. в прогнозата за времето, туристическа информация. Понякога Норланд се използва неформално за обозначаване на целия север и северняците.